# Cliffortia graminea
Cliffortia graminea är en rosväxtart som beskrevs av Carl von Linné d.y.. Cliffortia graminea ingår i släktet Cliffortia och familjen rosväxter.

## Underarter
Arten delas in i följande underarter:
- C. g. convoluta
- C. g. elegans